# Ана Марија Ороско
Ана Марија Ороско Аристизабал (шп. Ana María Orozco Aristizábal; Богота, 4. јул 1973) колумбијска је телевизијска, филмска и позоришна глумица, најпознатија по улогама у теленовелама. Светску славу стекла је у периоду од 1999. до 2001. године, када је тумачила лик Беатриз "Бети" Пинсон Солано у популарној теленовели Ружна Бети, продукцијске куће RCN Televisión.

## Каријера
Ана Марија Ороско прво појављивање на телевизији имала је као дете са својим оцем, глумцем Луисом Фернандом Ороском, у La envidia (1973), али њена каријера започела је десет година касније у серији Pequeños Gigantes (1983). Запажена је била као секретарица Вероника Муриљо у теленовели Perro amor (1998). Свету најпознатија је као Бети, главна јунакиња чувене теленовеле Yo soy Betty, la fea и њеног спин-офа Eco moda. Њена улога непривлачне девојке ружног пачета Бети, инспирисала је више интернационалних верзија, између осталих мексичку и америчку верзију. Према америчком магазину Њујорк тајмс, оригинална верзија постала је једна од светски најпознатијих ТВ серија икад.

## Улоге

### Теленовеле
| Година    | Назив                           | Улога                                          | Канал     | Држава          |
| --------- | ------------------------------- | ---------------------------------------------- | --------- | --------------- |
| 1973-1974 |                                 | Нана                                           |           | Колумбија       |
| 1983-1985 |                                 | Никол                                          | Колумбија |                 |
| 1987      |                                 |                                                | ;         | Колумбија       |
| 1988      |                                 | Роса                                           |           | Колумбија       |
| 1988      |                                 | Колумбија                                      |           |                 |
| 1989-1990 |                                 |                                                | ;         | Колумбија       |
| 1991      |                                 | Белинда                                        | ;         | Колумбија       |
| 1992      |                                 | Моника, Викторија, Хуана                       |           | Аргентина       |
| 1993      |                                 | Магдалена Ахумада                              | ;         | Колумбија       |
| 1994      |                                 | Клаудија                                       | ;         | Колумбија       |
| 1995      |                                 | Анита                                          |           | Колумбија       |
| 1995      |                                 |                                                | Колумбија |                 |
| 1996      |                                 | Лусија Ботеро                                  | ;         | Колумбија       |
| 1997      |                                 | Сарита                                         | ;         | Колумбија       |
| 1998      | -{[[Опасне игре\|Perro amor]}-] | Вероника Муриљо                                | ;         | Колумбија       |
| 1999-2001 |                                 | Беатриз "Бети" Аурора Пинсон Солано            |           | Колумбија       |
| 2001-2002 | Ecomoda                         | Беатриз "Бети" Аурора Пинсон Солано де Мендоза | Колумбија |                 |
| 2006      |                                 | Мара                                           |           | Аргентина       |
| 2007      |                                 | Хелена                                         |           | Колумбија       |
| 2008      |                                 | Селија                                         |           | Аргентина       |
| 2011      |                                 | Габријела Монтиљо                              | Аргентина |                 |
| 2011      |                                 | Вероника                                       |           | Аргентина       |
| 2012      |                                 | Вероника Белфорте                              |           | Аргентина       |
| 2012      |                                 | Клара                                          |           | Уругвај         |
| 2013      |                                 | Хуана                                          |           | Аргентина       |
| 2014      |                                 | Мануела Паз/Рамона                             | Аргентина |                 |
| 2016-2017 |                                 | Елена Ајала де Дијас                           | ,         | Аргентина, Перу |
| 2017      |                                 | Моника Цапата                                  |           | Колумбија       |
| 2018      |                                 | Марилина                                       |           | Аргентина       |

### Филмови
| Година | Назив | Улога |
| ------ | ----- | ----- |
| 2003   |       | Никол |
| 2006   |       | Пилар |

### Позориште
| Година | Назив | Улога |
| ------ | ----- | ----- |
| 2002   |       | Моник |